# Parafia św. Marii Magdaleny w Tarnobrzegu
Parafia św. Marii Magdaleny w Tarnobrzegu-Miechocinie – parafia rzymskokatolicka w diecezji sandomierskiej, w dekanacie Tarnobrzeg. 

## Historia
Pierwszy kościół drewniany w Miechocinie zbudowano prawdopodobnie w latach 1138 –1166, w czasie panowania księcia Henryka Sandomierskiego. W 1326 roku pojawiła się pierwsza wzmianka o istnieniu parafii, która wówczas należała do diecezji krakowskiej. Ok. 1340 zbudowano murowany kościół parafialny, z fundacji Habdanków. 
W 1593 roku w pobliżu Tarnowscy założyli miasto Tarnobrzeg. W 1613 roku rozpoczęto rozbudowę kościoła. W latach 1843–1845 kościół ponownie rozbudowano i wyremontowano według projektu arch. Franciszka Marii Lanciego. Do 1922 roku do parafii należało miasto Tarnobrzeg. 
Podczas I wojny światowej kościół został uszkodzony. W 1923 roku dobudowano boczną kaplicę, wieżę, w nawie głównej wymieniono drewniany sufit na sklepienie łukowe z cegły oraz wykonano przypory zewnętrzne.W 1958 roku wskutek trąby powietrznej zawaliła się wieża, którą później odbudowano. 
25 marca 1992 roku parafia została przydzielona do diecezji sandomierskiej.
Proboszczowie parafii:
? –1823. ks. Jakub Skotnicki.
?. ks. Michał Bączyński.
?. ks. Jan Melczykowski.
?. ks. Franciszek Ząbecki.
1847–1897. ks. Józef Sobczyński.
1897–1920. ks. Antoni Rychel.
1920–1946. ks. Henryk Hausner.
1949– ?. ks. prał. Leon Rospond.
1983– ?. ks. prał. Bronisław Futyma.
2016– nadal ks. kan. dr Mariusz Telega.

## Kościół parafialny
Kościół parafialny jest budowlą niejednolitą. Najstarszą jego częścią jest prezbiterium gotyckie z pięknym sklepieniem żebrowym, pochodzącym z XIV wieku. Nawa prostokątna pochodząca z I połowy w. XVIII (przeważnie dzięki hojności rodziny Tarnowskich), połączona jest z zabytkowym prezbiterium.

## Kościół filialny
W 1975 roku w Nagnajowie rozbudowano i zaadaptowano dom mieszkalny na kościół filialny pw. św. Apostołów Piotra i Pawła.

## Szkoła parafialna
W XV wieku w Miechocinie powstała szkoła parafialna, która w XVI wieku była zwana Akademią Miechocińską, mającą związek z Akademią Krakowską.

## Terytorium parafii
Do parafii należą:
- ulice Tarnobrzega – Błonie, Budowlanych, Czerwonego Krzyża, Długosza, Dworska, Graniczna, Kamionka, Krzywa, Machowska, Mickiewicza, Nadwiślańska, Ocicka, Orląt Lwowskich, 12 Października, Poziomkowa, Przyjaźni, Robotnicza, Różana, Siarkowa, Szewska, Świętego Józefa, Wesoła, Wisłostrada, Zielona, Żniwna.
- Siedleszczany.